# NGC 185

NGC 185

إن جي سي 185 (بالإنجليزية: NGC 185)‏، هي إحدى المجرات القزمة التي تتخذ شكلاً إهليجياً ومن توابع مجرة أندروميدا . تري في اتجاه كوكبة ذات الكرسي. وكلاهما ينتميان إلى المجموعة المحلية من المجرات ؛ وهي جارة للمجرة التي تسمى إن جي سي 147 (بالإنجليزية: NGC 147)‏. تبعد عنا حوالي 2,300,000 سنة ضوئية ويبلغ قطرها حوالي 9,700 سنة ضوئية، وتري في اتجاه كوكبة ذات الكرسي «كاسيوبيا» . بها تجمعات نجمية يافعة ويعود عمر تشكل النجوم فيها إلى حوالي 100 مليون سنة. اكتشفها ويليام هيرشيل في نوفمبر 1787.

## اقرأ أيضا
- ذات الكرسي أ